# WorkPLAN
Els sistemes WorkPLAN inclouen el programari de Planificació de Recursos Empresarials (ERP) WorkPLAN Enterprise i el programari de gestió de projectes MyWorkPLAN, desenvolupats per Sescoi per a fabricants, empreses i departaments que treballen basant-se en projectes i necessiten un software especialitzat.
Els usuaris d'aquest ERP pertanyen als següents camps d'activitat: enginyeria, automoció i aeroespacial, fabricació de motlles i matrius, fabricació de models, prototips o màquines especials i mecànica general.

## Història
La primera versió del programari ERP WorkPLAN va ser comercialitzada per Sescoi l'any 1992. Aquest producte inicial va arribar fins a la versió 12, llançada en el 2006. WorkPLAN va ser introduït a Espanya l'any 2002.
Una nova generació de la gamma WorkPLAN ERP va ser desenvolupada a partir de l'any 2003 i comercialitzada com dos productes complementaris. El primer d'ells és MyWorkPLAN, un ERP modular per a la gestió de projectes, comercialitzat a partir de l'any 2006. El segon és WorkPLAN Enterprise, un ERP per a empreses que fabriquen basant-se en projectes, comercialitzat a partir de l'any 2008. Aquests dos productes disposen d'una interfície d'usuari redissenyada, que inclou un arbre desplegable per a la navegació entre objectes.
L'any 2009 es va presentar la versió 3 dels productes MyWorkPLAN i WorkPLAN Enterprise. El novembre de 2009 aquesta versió va ser certificada oficialment per SAP AG. La versió 3 de MyWorkPLAN i WorkPLAN Enterprise pot rebre i enviar dades a l'ERP SAP. Això és habitual en empreses que usen SAP a nivell corporatiu i usen en paral·lel WorkPLAN o MyWorkPLAN per gestionar la planificació de tasques i la captura de temps en departaments d'enginyeria o de fabricació que treballen basant-se en projectes.
La versió 4 va ser presentada el mes de desembre de 2010 a la fira Euromold, a Frankfurt del Main, i inclou noves eines per a la Gestió de la Relació amb els Clients (CRM) i una combinació de mètodes de planificació detallada i simplificada. També inclou una interfície d'usuari actualitzada, un nou accés Web a la base de dades i noves funcions per administrar la producció de lots o series.

## Funcions
Les solucions WorkPLAN són solucions de tipus ERP que permeten automatitzar i gestionar les activitats econòmiques més importants com els costos del projecte, ofertes, comandes, planificació, gestió documental, anàlisi de fitxers 3D, llistes de materials, qualitat, pantalla tàctil per a control de presència i per a registrar el temps invertit en activitats, compres i gestió d'existències.

## Tecnologia
La primera versió del programari ERP WorkPLAN va ser programada amb Unify VISION, i utilitzava Unify DataServer com a motor de base de dades, proporcionat per l'empresa nord-americana Unify.
Els dos nous productes MyWorkPLAN i WorkPLAN Enterprise han estat programats amb els llenguatges PowerBuilder, Delphi i C++, i utilitzen MySQL com a motor de la base de dades. Ambdós productes usen tecnologia de l'empresa nord-americana Tom Sawyer, per a la visualització i creació gràfica d'enllaços entre tasques.

## Interfícies amb altres sistemes
WorkPLAN Enterprise i MyWorkPLAN disposen d'interfícies amb els següents tipus de programes:
- Microsoft Office, Microsoft Project i Open Office
- Sistemes de comptabilitat (Sage, Quickbooks, Datev, Cegid, EBP, Varial, etc.)
- Sistemes de nòmines
- Altres sistemes ERP (SAP,[6] Navision, etc.)
- Software de Fabricació assistida per ordinador, CAM, (WorkNC)
- Sistemes CAD i PLM per importar llistes de materials (VisiCAD, Think3, TopSolid, AutoCAD, Cimatron, Pro/Engineer, Unigraphics, etc.)
- Sistemes CAD/CAM per analitzar i visualitzar arxius CAD dels següents formats: STEP, IGES, CATIA V4 & V5, Unigraphics, SolidWorks, SolidEdge, Pro/E, Parasolid, STL, etc., amb l'opció d'usar el visualitzador WorkXPlore 3D de forma integrada
- Sistemes de planificació avançada APS (Ortems i Preactor)
- Sistemes CRM (Sage Vente Parner, etc.)
- Sistemes de fabricació, mitjançant l'eina XML Agent